# آن سوی رودخانه
آن سوی رودخانه فیلمی به کارگردانی عباس احمدی مطلق و نویسندگی مهشاد مخبری، عباس احمدی مطلق محصول سال ۱۳۸۷ است.

## بازیگران
- احمد ساعتچیان
- رضا مولایی
- رزاق رادان
- حازم شاهی